# ビザンティン文化
ビザンティン文化（ビザンティンぶんか）は、東ローマ帝国（ビザンティン帝国、ビザンツ帝国）で栄えた文化のこと。日本では、ビザンツ文化と呼ぶ場合もある。

## 概要
古代ギリシア・ヘレニズム・古代ローマの文化にキリスト教・ペルシャやイスラムなどの影響を加えた独自の文化であり、正教会を信仰する諸国および西欧のルネサンスに多大な影響を与えた。また一部の建築技術などはイスラム文化と相互に影響し合っている。
ギリシア人が国民の多くを占め、キリスト教を国教とした東ローマ帝国で、ヨーロッパの文化の二大基盤といわれる「ヘレニズムとヘブライズム」が時には対立をしながらも融合して形成された文化であり、ヨーロッパの文化形成に与えた影響は大きいといえる。

## 文学
ギリシア語を日常語・公用語とした東ローマ帝国では古代ギリシアの古典作品が尊重されており、中等教育では古典ギリシア語の文法が教えられ、官僚・知識人の間ではホメロスの詩を暗誦できるのが常識とされていた。古代ギリシア・ローマの古典作品の大半は、ギリシア人が多数を占めていた東ローマ帝国の下で伝えられてきたものであり、それらの写本が帝国滅亡後にイタリア等へ伝えられてルネサンスに大きな影響を与え、結果として現代まで古代ギリシア・ローマの古典作品が残されることになった。
例えば12世紀の皇帝アレクシオス1世コムネノスの娘であるアンナ・コムネナは『アレクシアス』の序文で自らについて、
緋色の産室で生まれ育てられ、読み書きは言うまでもなく、完璧なギリシア語を書けるよう精進し、修辞学をなおざりにせず、アリストテレスの諸学とプラトンの対話作品を精読し、学問の四学科（天文学・幾何学・算術・音楽）で知性を磨いたものである
と記している。
歴史書はヘロドトスやトゥキディデスなどの古代ギリシアの歴史家による歴史書の形式に倣って書かれたものが多い。著名なのは、6世紀のプロコピオスがユスティニアヌス1世の業績について書いた『戦史』『建築について』、および同一作者がユスティニアヌス夫妻の悪口を書いた裏ノート『秘史』、10世紀の『テオファネス年代記』、11世紀に宮廷で権力を振るった官僚ミカエル・プセルロスの『年代記』、前述のアンナ・コムネナの『アレクシアス（アレクシオス1世伝）』、13世紀の官僚・知識人であるニケタス・コニアテスが書いた『年代記』、末期の皇帝ヨハネス6世カンタクゼノスの『歴史』などがある。これらの歴史書や神学書等は、大半が古典ギリシア語で書かれ、さらにはロシア人やトルコ人といった周辺諸民族を、あえて古代にその地にいた「スキタイ人」・「ペルシア人」と表記するなど、東ローマの知識人の古典趣味は徹底したものであった。
他の文学作品としては、叙事詩や宗教詩・宗教音楽、小説（ビザンティン小説）、哲学書などがある。これらも古代の詩や音階、プラトンやアリストテレスの哲学書に倣って書かれ、中には最近まで古代の作品だと思われていた程のものまであるが、古典ギリシア語ではなく、当時の民衆の言葉で書かれた詩や小説も少数では有るが存在する。
また歴代の東ローマ皇帝の中には、前述のヨハネス6世の他にも10世紀のレオーン6世・コンスタンティノス7世親子や帝国末期のマヌエル2世パレオロゴスなどのように、自ら優れた詩や歴史書などを残した者もいる。コンスタンティノス7世は学芸を奨励し、後世「マケドニア朝ルネサンス」と呼ばれる文化の黄金時代を築いた。彼が息子ロマノス2世のために残した『帝国統治論』（帝国の周辺諸民族や諸外国の地理についての情報、帝国の外交について記した書）および『儀式の書』（古代末期から10世紀に至る皇帝の即位式や凱旋式・結婚式などの儀礼について記した書物）は当時の東ローマ帝国や、ロシア人などの周辺諸民族を知る上での貴重な資料となっている。

## 庭園
時代や文化を超えたガーデンデザインの歴史において重要な位置を占めるのが、東ローマ帝国の首都コンスタンティノープルで存続したとされる庭園である。しかし、ビザンティンの庭園は、15世紀のトルコによる征服後、そのほとんどが破壊されてしまっている
。
東ローマ帝国の庭園についてはほとんど知られておらず、このテーマに関する文献はもちろんのこと、同時代の論文もほとんど存在しない。東ローマ人は、ギリシア・ローマ時代の先達と同様に、美的感覚を非常に重視したことは分かっているが、古代ギリシア・ローマの庭園の方がより発展しており、文献も豊富である

。1453年に終わる古代ギリシア最後の250年間では、ヘレニズム時代から続いていたモザイクやフレスコ画に描かれたり、文献に記録されているような豪華なヴィラを主に郊外に建設し美しい庭園を作るという伝統を大幅に縮小してしまったのである。
ビザンティンの庭園は、ヘレニズム時代の精巧なモザイクのデザインを強調したローマ時代の思想にほぼ基づいており、形式的に配列された樹木や噴水、小さな祠などの建築要素を持つという典型的かつ古典的な特徴があることが分かっている。これらは時代の変遷とともに、次第に精巧さを増していった。そしてイスラムの庭園、特にムーア人の庭園に影響を与えたが、これはスペインのかの地が何世紀にもわたってローマの属州（ユスティニアヌスの時代には東ローマの属州でもあった）であったためである。